# Omisus browni
Omisus browni är en tvåvingeart som beskrevs av Caldwell 2000. Omisus browni ingår i släktet Omisus och familjen fjädermyggor. Inga underarter finns listade i Catalogue of Life.